# Grosbous-Wahl
Grosbous-Wahl (lb. Groussbus-Wal) − miejscowość i gmina (gemeng / commune / Gemeinde) w zachodnim Luksemburgu, w kantonie Redange. Siedziba administracyjna gminy znajduje się w miejscowości Grosbous. Liczy 2221 mieszkańców (1 stycznia 2023). Powstała 1 września 2023 w wyniku połączenia gminy Grosbous z gminą Wahl. 

## Podział administracyjny
Do gminy należy 16 miejscowości, w tym dziewięć (Uertschaft) oraz siedem lieu-dit: 
1. Brattert
2. Buschrodt (Bëschrued)
3. Dellen
4. Ferme Reding (Réidingshaff / Redingshof), lieu-dit
5. Ferme Ringbach (Ringbaach / Hof Ringbach), lieu-dit
6. Grevels (Gréiwels)
7. Grosbous (Groussbus)
8. Heispelt (Heeschpelt)
9. Königshof (Kinnekshaff), lieu-dit
10. Kuborn (Kéiber)
11. Lehrhof (Léierhaff), lieu-dit
12. Neumühle (Neimillen), lieu-dit
13. Rindschleiden (Randschelt)
14. Turelbach (Turelbaach), lieu-dit
15. Untere Mühle (Ënnescht Millen), lieu-dit
16. Wahl (Wal)